# 탐정의 날
2020년 8월 「신용정보보호법」 제40조 금지조항의 일부가 개정되고 난 후 신용정보회사를 제외하고 누구나 ‘탐정’이란 용어와 상호 명칭을 사용할 수 있게 되었다.
탐정의 날은 이를 기념하여 미아,실종자 가족등을 위로하고 국가 공익활동을 통해 사회 공동체의 이익에 기여한 탐정사를 시상하기 위하여 이도현 (박사)가 세계 최초로 창시하였다.